# Zelotes egregius
Zelotes egregius är en spindelart som beskrevs av Simon 1914. Zelotes egregius ingår i släktet Zelotes och familjen plattbuksspindlar. Inga underarter finns listade i Catalogue of Life.